# Procuraduría de la Defensa del Contribuyente
La Procuraduría de la Defensa del Contribuyente (Prodecon) es un organismo público descentralizado, no sectorizado, con autonomía técnica funcional y de gestión, especializado en materia tributaria, que proporciona de forma gratuita, ágil y sencilla servicios de orientación, asesoría, consulta, representación y defensa legal, investigación, recepción y trámite de quejas y reclamaciones contra actos u omisiones de las autoridades fiscales federales que vulneren los derechos de los contribuyentes, así como de acuerdos conclusivos como un medio alternativo para resolver de forma anticipada y consensuada los diferendos que durante el ejercicio de las facultades de comprobación surjan entre las autoridades fiscales los contribuyentes, o bien, para regularizar la situación fiscal de estos últimos.
De igual manera Prodecon entre otras atribuciones sustantivas, fomenta la cultura contributiva, realiza propuestas de modificaciones normativas y legales, identifica e investiga problemas sistémicos, celebra reuniones periódicas con autoridades fiscales federales, interpreta disposiciones legales y emite recomendaciones, medidas correctivas y sugerencias.
Tiene como Objetivos Institucionales asegurar el ejercicio del derecho a la justicia en materia fiscal en el orden federal, así como abatir las causas que generan conflictos entre las autoridades fiscales y los contribuyentes, derivadas de la estructura del sistema tributario.
Los Compromisos Institucionales de Prodecon son:
- Brindar atención profesionalizada, imparcial y al servicio del contribuyente.
- Resolver con eficacia las solicitudes de asesoría y consulta que le presenten los contribuyentes.
- Actuar con profesionalismo en la representación legal y defensa de los contribuyentes.
- Realizar investigaciones exhaustivas e imparciales dentro del procedimiento de queja o reclamación.
- Impulsar con las autoridades fiscales de la federación una actuación de respeto y equidad para con los contribuyentes, fomentando el desarrollo de una nueva cultura contributiva.
- Promover la transparencia y rendición de cuentas en todas y cada una de las actuaciones y procedimientos que realice la Procuraduría.

## Historia
| Procuradores                    | Periodo                                   |
| ------------------------------- | ----------------------------------------- |
| Diana Bernal Ladrón de Guevara  | 28 de abril de 2011 - 30 de abril de 2019 |
| Luis Rodrigo Salinas Olvera*    | 1 de mayo de 2019 - octubre de 2019       |
| Luis Alberto Placencia Alarcón* | octubre de 2019 - Julio 2023              |
| Armando Ocampo Zambrano         | Julio 2023                                |
| *Como titulares en funciones.   |                                           |

La Procuraduría de la Defensa del Contribuyente surgió mediante decreto legislativo que dio origen a su Ley Orgánica, el 4 de septiembre de 2006. Fue hasta el 4 de septiembre de 2006, que Prodecon surge por Decreto de Ley al publicarse en el Diario Oficial de la Federación su Ley Orgánica, la cual fue impugnada por el Procurador General de la República ante la Suprema Corte de Justicia de la Nación mediante la acción de inconstitucionalidad 38/2006 resuelta el 16 de mayo de 2008, publicándose con sus últimas reformas el 7 de septiembre de 2009.
El 28 de abril del 2011 de una terna propuesta por el titular del Ejecutivo Federal fue electa por el Senado de la República la licenciada Diana Bernal Ladrón de Guevara como primer Ombudsperson fiscal en México, previa comparecencia del 25 de abril del mismo año ante las Comisiones Unidas de Hacienda y Crédito Público y de Estudios Legislativos.
A partir del nombramiento de la Procuradora y de conformidad con su Ley Orgánica Prodecon contó con 120 días para entrar en funciones, por lo que el 1° de septiembre del 2011 abrió sus puertas al público.
El 30 de abril de 2015, la licenciada Diana Bernal Ladrón de Guevara fue ratificada por el Senado de la República para continuar con un segundo periodo de su gestión como Procuradora de la Defensa del Contribuyente.

## Facultades
De acuerdo al Artículo 5 de su Ley Orgánica, Prodecon tiene entre otras, las siguientes facultades:
- Prestación de los servicios de asesoría y consulta así como representación legal y defensa gratuitos.
- Tramitación del procedimiento de que queja.
- Estudio, Análisis e Identificación de Problemas Sistémicos.
- Elaboración de propuestas de modificación a las disposiciones fiscales ante la Comisión de Hacienda y Crédito Público de la Cámara de Diputados.
- Elaboración de propuestas al Servicio de Administración Tributaria para la modificación de sus disposiciones internas con el fin de mejorar la defensa de los derechos y seguridad jurídica de los contribuyentes.[11]

## Logotipo
Para la representación gráfica del logotipo se eligieron elementos derivados de la cultura Mexica, la cual representa la riqueza y diversidad de nuestra milenaria cultura indígena.
La unión de dos glifos: Ollin (movimiento) y tlahtoua (palabra), significan “palabra en movimiento” y representan la vocación de Prodecon de convertirse en Tepaltlahtoani (el que aboga con la palabra). Los rasgos gráficos envolventes representan la protección y defensa del contribuyente y la conjunción de los elementos visuales también remiten al “ojo” observador de las prácticas de las autoridades fiscales federales.
Cuenta con Título de Registro de Marca en el Instituto Mexicano de la Propiedad Industrial (18 de diciembre de 2013). «Logo PRODECON».

## Plataforma de Defensa Tributaria
Manual de Cumplimiento Tributario 2022 
Plataforma Kabil Defensa Tributaria 
Criterios normativos, sustantivos y jurisdiccionales 
Aplicación móvil ProdeAPP Contigo 

## Micrositios
- Biblioteca Digital
- Podcast
- Régimen Simplificado de Confianza para personas física y morales
- Aspectos relevantes de la Reforma Fiscal 2022
- Registro de Prestadoras de Servicio Especializados u Obras Especializadas
- Inscríbete al Registro Federal de Contribuyentes
- Derechos y Garantías en Materia de Comercio Exterior  Archivado el 19 de agosto de 2013 en Wayback Machine.
- Declaración Anual para persona físicas
- Complemento Carta Porte
- El Beneficiario Controlador en el Sistema Tributario Mexicano, alcances y efectos jurídicos